# Địa chất học
| Portal | Chủ đề Địa chất học |

Địa chất học là môn khoa học nghiên cứu về các vật chất rắn và lỏng cấu tạo nên Trái Đất, đúng ra là nghiên cứu thạch quyển bao gồm cả phần vỏ Trái Đất và phần cứng của lớp phủ. Địa chất học tập trung nghiên cứu: cấu trúc, đặc điểm vật lý, động lực, và lịch sử của các vật liệu trên Trái Đất, kể cả các quá trình hình thành, vận chuyển và biến đổi của các vật liệu này. Giải quyết các vấn đề của địa chất liên quan đến rất nhiều chuyên ngành khác nhau. Lĩnh vực này cũng rất quan trọng trong việc khai thác khoáng sản và dầu khí. Ngoài ra, nó cũng nghiên cứu giảm nhẹ các tai biến tự nhiên và cổ khí hậu cùng các lĩnh vực kỹ thuật khác.

## Lịch sử và từ nguyên học

### Từ nguyên học
Thuật ngữ "địa chất học" được Jean-André Deluc sử dụng lần đầu tiên vào năm 1778 và được Horace-Bénédict de Saussure sử dụng là thuật ngữ chính thức từ năm 1779. Là khoa học không có tên trong Encyclopædia Britannica xuất bản lần thứ 3 năm 1797, nhưng 10 năm sau nó đã được khẳng định trong tái bản thứ 4 vào năm 1809. Một nghĩa cổ hơn được Richard de Bury sử dụng lần đầu tiên để phân biệt giữa thuyết về thần học và về Trái Đất.

### Lịch sử

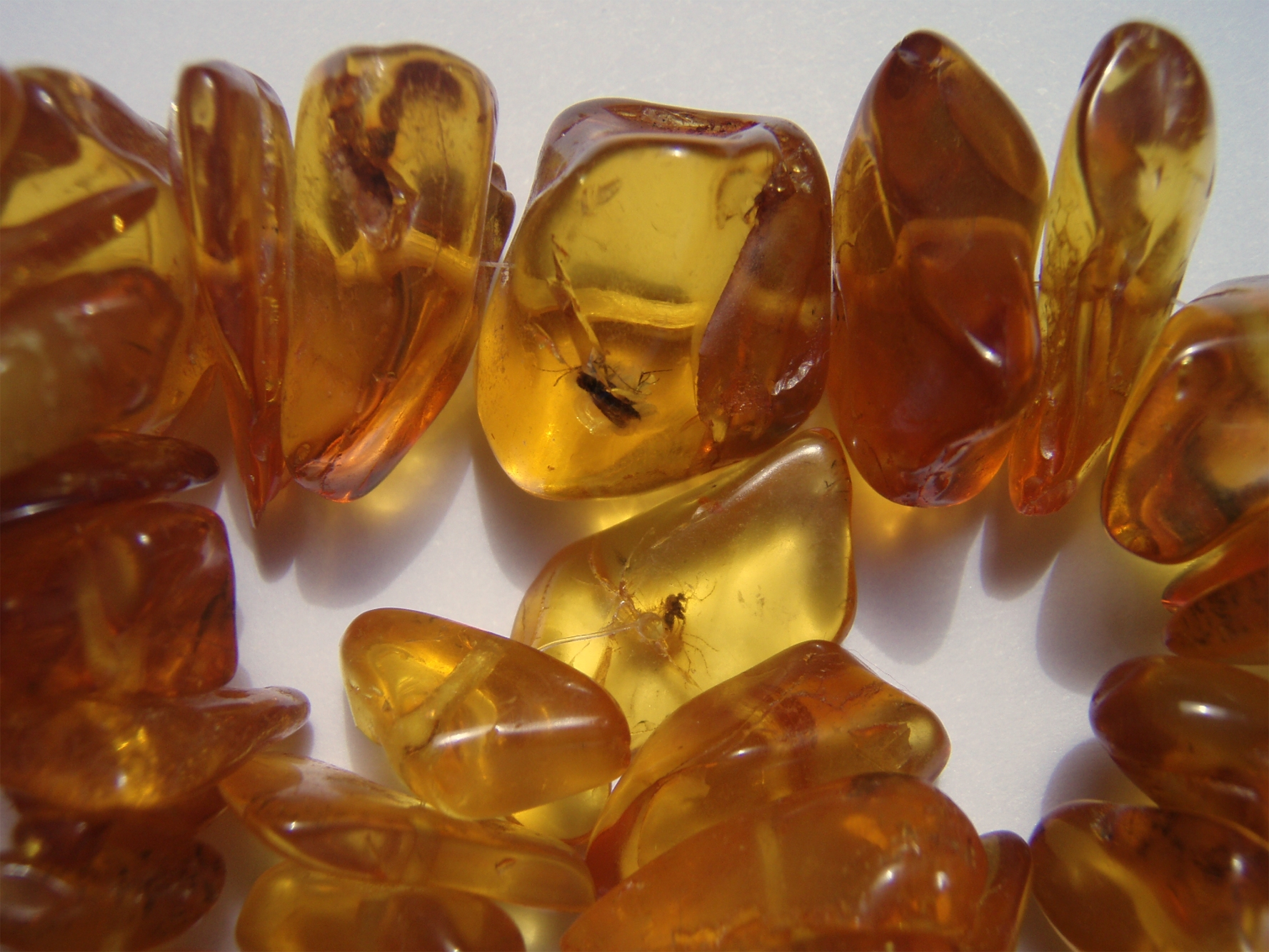
Một con muỗi trong hổ phách biển Baltic có tuổi khoảng 40 đến 60 triệu năm

Công trình Peri Lithon (bên trong hòn đá) của học giả người Hy Lạp cổ đại Theophrastus (372-287 BC), là một học trò của triết gia Hy Lạp cổ đại Aristotle, là công trình có giá trị trong khoảng 10 thế kỷ. Peri Lithon được dịch sang tiếng Latin và một số ngoại ngữ khác. Sự giải đoán về các hóa thạch của nó là học thuyết nổi trội nhất trong thời cổ đại và đầu thời Trung cổ, cho đến khi nó được thay thế bởi học thuyết về các dòng chảy hóa đá của Avicenna vào cuối thời Trung cổ. Trong thời đại La Mã, Pliny the Elder đưa ra rất nhiều các thảo luận mở rộng về một số các khoáng vật và kim loại sau đó được sử dụng rộng rãi trong thực tế. Ông là một trong số những người đầu tiên xác định một cách chính xác nguồn gốc của hổ phách, là một loại nhựa của các cây thông bị hóa thạch, từ việc quan sát các côn trùng bị giữ trong một số mẫu. Ông cũng đặt ra nền tảng của tinh thể học thông qua việc nhận biết dạng thù hình bát diện của kim cương.
Một số học giả hiện đại như Fielding H. Garrison, đưa ra ý tưởng về địa chất học hiện đại bắt đầu trong thế giới đạo Hồi thời Trung cổ. Abu al-Rayhan al-Biruni (973-1048 SCN) là một trong những nhà địa chất đạo Hồi đầu tiên, với công trình bao gồm các bài viết đầu tiên về địa chất Ấn Độ, và cho rằng tiểu lục địa Ấn Độ trước kia là biển. Ibn Sina (Avicenna, 981-1037), thì có những đóng góp đặc biệt hơn cho địa chất học và các khoa học tự nhiên (ông được gọi là Attabieyat) cùng với các nhà triết học tự nhiên khác như Ikhwan AI-Safa và những người khác. Ông viết một công trình bách khoa toàn thư với tựa đề "Kitab al-Shifa" (sách về sự chữa bệnh từ sự thiếu hiểu biết), trong phần 2, mục 5 có bài viết về khoáng vật học và thiên thạch học, gồm sáu chương: Sự hình thành núi, Ưu điểm của núi trong việc hình thành các đám mây; Nguồn nước; Nguồn gốc động đất; Sự thành tao khoáng vật; Sự đa dạng địa hình trên Trái Đất. Các nguyên tắc này sau này được biết đến như luật xếp chồng trong địa tầng, gồm ý tưởng về thuyết tai biến, và hiện tại luận vào thời Phục Hưng của Châu Âu. Các khái niệm này cũng được nhắc đến trong các học thuyết về Trái Đất của James Hutton vào thế kỷ 18 C.E. Các học giả như Toulmin và Goodfield (1965), nhận xét về sự đóng góp của Avicenna như sau: "Khoảng 1000 Sau CN, Avicenna đã từng đề xuất học thuyết về nguồn gốc của các dãy núi, trong thế giới Công giáo vẫn được đề cập đến khá căn bản vào 800 năm sau ". Phương pháp khoa học của Avicenna về quan sát thực địa cũng là nguồn gốc của các khoa học về Trái Đất, và vẫn còn được giữ một phần trong các cuộc khảo sát thực địa hiện đại.

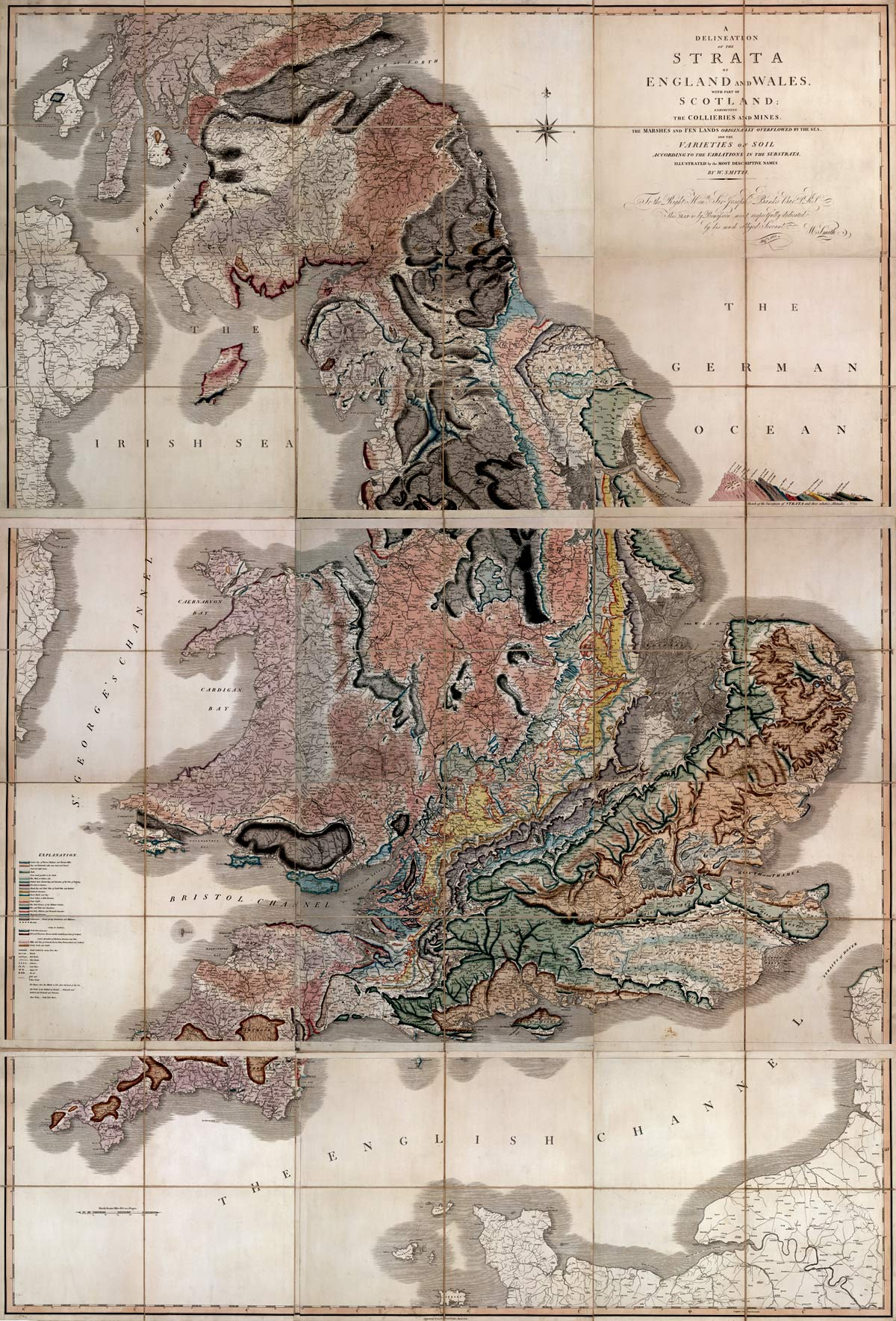
Bản đồ địa chất Anh, Wales và miền nam Scotland. Được hoàn thành vào năm 1815, nó là bản đồ địa chất đầu tiên ở tỷ lệ quốc gia, và hầu như được chấp nhận là chính xác vào thời điểm đó.

Ở Trung Quốc, học giả Shen Kua (1031-1095) tính toán một học thuyết về các quá trình tạo ra đất liền: dựa trên sự quan sát của ông ta về các vỏ sò hóa thạch trong cột địa tầng địa chất xuất hiện ở một dãy núi cách biển hàng trăm dặm. Ông ta cho rằng đất liền được hình thành từ sự xói mòn của các dãy núi và sự tích tụ của bột.
Georg Agricola (1494-1555), một nhà vật lý, viết luận án đầu tiên một cách hệ thống hóa về các công trình khai thác mỏ và nung chảy, De re metallica libri XII, với phụ lục Buch von den Lebewesen unter Tage (sách về các loài vật bên trong Trái Đất). Ông cũng quan tâm đến năng lượng gió, thủy điện,các lò nung chảy, vận chuyển quặng, chiết tách soda, lưu huỳnh và nhôm, và các vấn đề quản trị. Quyển sách được xuất bản năm 1556.
Nicolas Steno (1638-1686) công nhận luật xếp chồng, nguyên tắc phân lớp ngang nguyên thủy, và nguyên tắc liên tục theo chiều ngang: là 3 nguyên tắc xác định địa tầng.
Vào thập niên 1700 Jean-Étienne Guettard và Nicolas Desmarest quan sát vùng trung tâm nước Pháp và ghi nhận những quan sát của họ trên các bản đồ địa chất; Guettard ghi nhận quan sát đầu tiên của ông về các nguồn gốc núi lửa ở khu vực này của Pháp.
William Smith (1769-1839) đã vẽ một vài bản đồ địa chất đầu tiên và bắt đầu quá trình xếp các lớp đá theo cột địa tầng bằng cách kiểm tra các hóa thạch được chứa trong chúng.
James Hutton thường được xem là nhà địa chất học hiện đại đầu tiên. Năm 1785 ông ta đăng một bài báo có tựa là Học thuyết về Trái Đất trên tạp chí Khoa học Hoàng gia Edinburgh. Trong bài báo này, ông đã giải thích học thuyết của ông rằng Trái Đất phải cổ hơn các nghiên cứu được đưa ra trước đây, nhằm có đủ thời gian để các dãy núi bị bào mòn và tạo ra các trầm tích để tạo thành đá mới dưới đáy biển, sau đó các đá này được nâng lên thành đất liền. Hutton xuất bản hai quyển sách về các ý tưởng của ông vào năm 1795 (quyển 1, quyển 2).

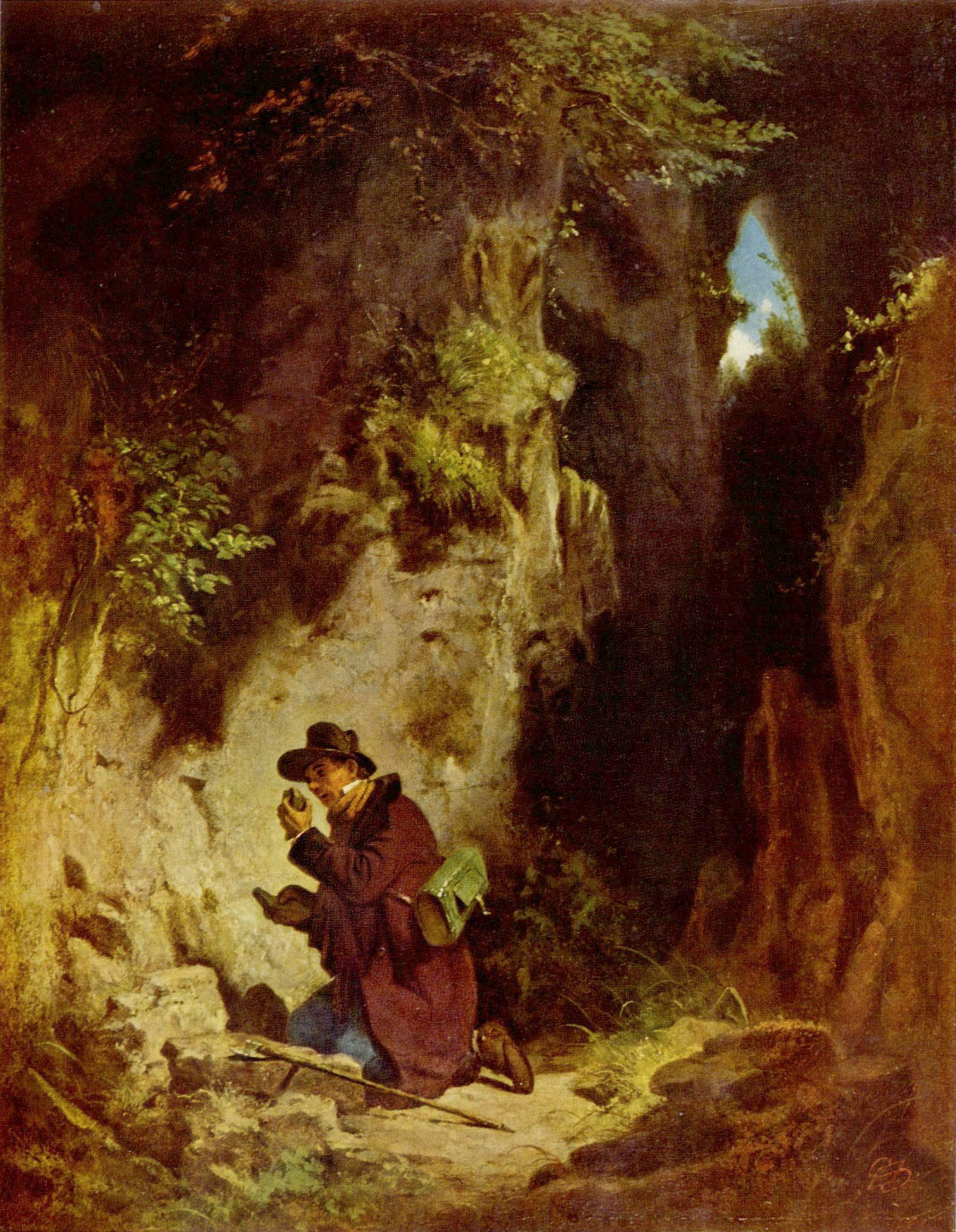
Nhà địa chất học thế kỷ 19 do Carl Spitzweg vẽ.

Các nhà nghiên cứu sau Hutton được biết đến là các nhà theo học thuyết hỏa thành bởi vì họ tin rằng một số đá được hình thành từ núi lửa, là loại lắng đọng từ dụng nham của các núi lửa, ngược lại các nhà theo học thuyết thủy thành, tin rằng tất cả các đá lắng đọng trong bồn biển rộng lớn và sau đó bị lộ ra khi mực nước biển bị hạ thấp liên tục theo thời gian.
Năm 1811 Georges Cuvier và Alexandre Brongniart xuất bản các giải thích của họ về sự cổ xưa của Trái Đất, dựa trên các khám phá của Cuvier về xương voi hóa thạch ở Paris. Để chứng minh quan điểm này, họ đã tính toán theo nguyên tắc kế thừa trong địa tầng của các lớp đá trên Trái Đất. Họ thực hiện trước một cách độc lập với William Smith về địa tầng ở Anh và Scotland.

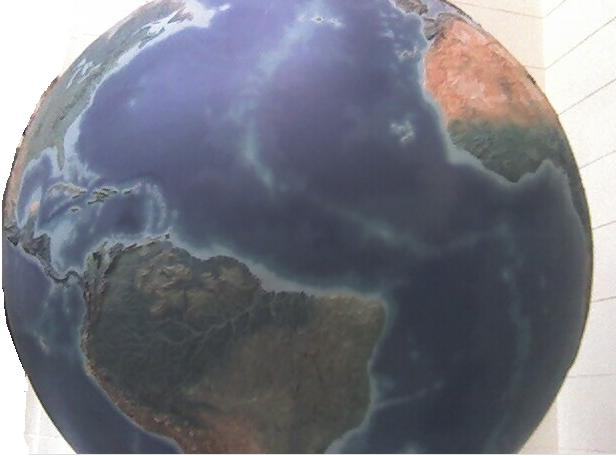
Kiến tạo mảng – tách giãn đáy đại dương và trôi dạt lục địa minh họa bằng quả địa cầu tại bảo tàng lịch sử tự nhiên tại Chicago, Illinois, Hoa Kỳ.

Sir Charles Lyell lần đầu tiên xuất bản quyển sách nổi tiếng về các nguyên tắc trong địa chất, vào năm 1830. Lyell tiếp tục xuất bản các tái bản cho đến khi ông mất vào năm 1875. Quyển sách đã ảnh hưởng đến Charles Darwin, và đề cập đến lý thuyết hiện tại luận. Lý thuyết này đề cập đến các quá trình địa chất diễn ra trong suốt lịch sử Trái Đất và vẫn còn tiếp diễn cho đến ngày nay. Ngược lại, thuyết tai biến là học thuyết về tương lai của Trái Đất đề cập đến các sự kiện riêng lẻ, thảm họa và lưu truyền không đổi sau đó. Hutton tin vào hiện tại luận, là ý tưởng mà không được chấp nhận rộng rãi vào thời điểm đó.
Địa chất thế kỷ 19 phát triển xung quanh câu hỏi về tuổi chính xác của Trái Đất. Các phỏng đoán đưa ra vào khoảng vài trăm ngàn triệu năm. Các tiến bộ về sự phát triển của địa chất trong thế kỷ 20 được ghi nhận bởi thuyết kiến tạo mảng vào thập niên 1960. Thuyết kiến tạo mảng giải quyết được hai vấn đề chính đó là: tách giãn đáy đại dương và trôi dạt lục địa. Học thuyết này cách mạng hóa các khoa học Trái Đất.
Thuyết trôi dạt lục địa được Frank Bursley Taylor đưa ra năm 1908, và được phát triển bởi Alfred Wegener năm 1912 và bởi Arthur Holmes, nhưng nó không được chấp nhận cho đến cuối thập kỷ 1960 khi thuyết kiến tạo mảng được phát triển.

## Các quan điểm quan trọng

### Chu trình thạch học
Chu trình thạch học là một quan điểm quan trọng trong địa chất học, nó mô tả mối quan hệ giữa đá mácma, đá trầm tích, đá biến chất và mác ma. Khi đá kết tinh từ dạng nóng chảy thì gọi là đá mác ma. Loại đá này sau đó hoặc bị bào mòn và tái lắng đọng để tạo thành đá trầm tích hoặc bị biến đổi thành đá biến chất bởi nhiệt độ và áp suất. Đá trầm tích có thể sau đó bị biến đổi thành đá biến chất bởi nhiệt độ và áp suất, và đá biến chất có thể bị phong hóa, bào mòn, lắng đọng và hóa đá để trở thành đá trầm tích. Tất cả các loại đá này có thể bị tái nóng chảy và tạo thành mác ma mới, rồi mác ma này chúng có thể kết tinh để tạo ra đá mác ma một lần nữa. Chu trình này được thể hiện rõ nét bởi các yếu tố động lực liên quan đến học thuyết kiến tạo mảng.

### Kiến tạo mảng

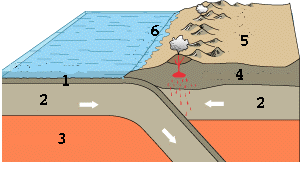
Sự hút chìm của vỏ đại dương (1) và vỏ lục địa (4) tạo ra đới hút chìm và vòng cung núi lửa (5), minh họa cho tác động của kiến tạo mảng.

Vào thập niên 1960, một phát hiện quan trọng nhất đó là sự tách giãn đáy đại dương. Theo đó, thạch quyển của Trái Đất bao gồm vỏ và phần trên cùng của manti trên, bị chia tách thành các mảng kiến tạo và di chuyển trên manti trên ở dạng rắn, dẻo, dễ biến dạng hay trên quyển astheno. Đây là sự chuyển động cặp đôi giữa các mảng trên mặt và dòng đối lưu manti: sự di chuyển mảng và các dùng đối lưu manti lúc nào cũng cùng hướng. Sự dịch chuyển cặp đôi của các mảng trên bề mặt của Trái Đất và dòng đối lưu manti được gọi là kiến tạo mảng.
Sự phát triển của kiến tạo địa tầng cung cấp những kiến thức vật lý cơ bản cho việc quan sát Trái Đất rắn. Các khu khực dạng tuyến kéo dài trên Trái Đất có thể được giải thích đó là ranh giới giữa các mảng. Các sống núi giữa đại dương, là các khu vực cao trong đáy biển, tại đây tồn tại các quá trình thủy nhiệt và hoạt động núi lửa cũng được giải thích đó là ranh giới tách giãn. Các vòng cung núi lửa và các trận động đất cũng được giải thích đó là ranh giới hội tụ, nơi mà một mảng bị hút chìm dưới một mảng. Ranh giới biến dạng, như hệ thống đứt gãy San Andreas, tạo ra các trận động đất mạnh và thường xuyên. Kiến tạo địa tầng cũng góp phần làm sáng tỏ cơ chế thuyết trôi dạt lục địa của Alfred Wegener, theo đó, các lục địa di chuyển trên mặt Trái Đất trong suốt thời gian địa chất. Kiến tạo địa tầng cũng nêu ra các tự tác động làm biến dạng và trạng thái mới của vỏ Trái Đất trong việc nghiên cứu địa chất cấu tạo. Điểm mạnh của thuyết kiến tạo địa tầng là hợp thức hóa việc kết hợp các học thuyết riêng lẻ về cách thức mà thạch quyển di chuyển trên các dòng đối lưu của manti.
Dựa trên học thuyết này, hiện tại, người ta đã làm rõ được lịch sử phát triển địa chất Trái Đất nói chung và địa chất khu vực nói riêng.

### Tiến hóa địa chất khu vực

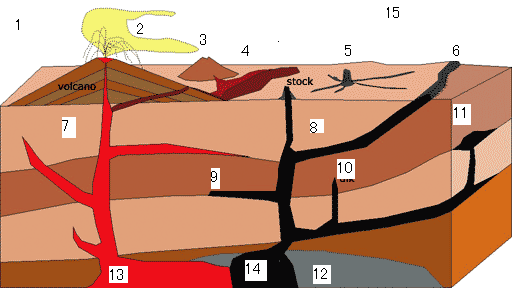
Các lớp đá trầm tích nguyên thủy bị ảnh hưởng bởi hoạt động mácma. Bên dưới bề mặt là lò mácma (13) và các thể xâm nhập lớn (12,14). Lò mácma cung cấp mácma cho núi lửa (1), và kết tinh thành các đê (10) và sàng (8,9). Mácma cũng dâng lên tạo thành các dạng đá xâm nhập (11). Sơ đồ minh họa của nón núi lửa phun tro (3) và núi lửa hỗn hợp (1) phun cả dung nham và tro (2).

Tiến hóa địa chất khu vực là sự hình thành các loại đá trong một khu vực tuân theo chu trình thạch học và các quá trình tác động lên chúng làm chúng bị biến dạng và thay đổi vị trí. Sự biến đổi đổi này được thể hiện bởi các dấu vết được lưu lại trên các đơn vị địa chất.
Các đơn vị đá đầu tiên được hình thành hoặc bởi sự tích tụ trên bề mặt hoặc xâm nhập vào trong các lớp đá khác. Sự tích tụ có thể xảy ra khi trầm tích lắng đọng trên bề mặt Trái Đất và sau đó hóa đá tạo thành đá trầm tích, hoặc khi vật liệu núi lửa như tro núi lửa hoặc các dòng dung nham phủ lên bề mặt. Đá xâm nhập như batholith, laccolith, đê, và sàng, xâm nhập vào các đá, và kết tinh tại đó.
| (A) | Đứt gãy ngang (bình đoạn tầng) |
| (B) | Đứt gãy thuận (phay thuận)     |
| (C) | Đứt gãy nghịch (phay nghịch)   |

Hình minh họa ba loại đứt gãy (phay)

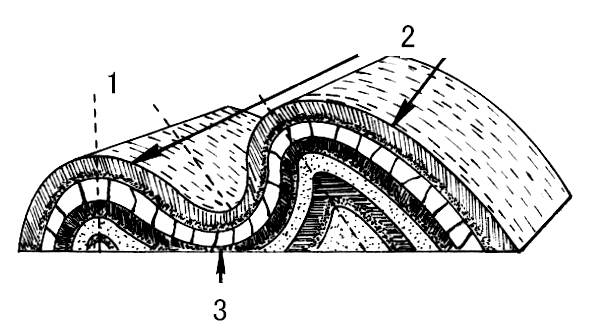
Sơ đồ minh họa các nếp uốn, gồm (1) trục nếp uốn, (2) nếp uốn lồi và (3) nếp uốn lõm.

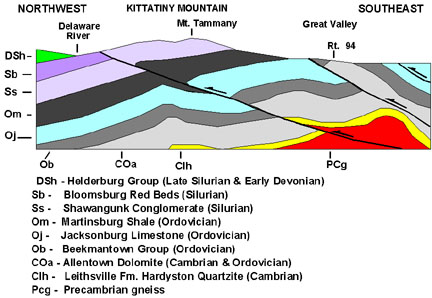
Mặt cắt địa chất của Núi Kittatinny. Mặt cắt này hiển thị các đá biến chất, bị phủ bởi các đá trầm tích trẻ hơn sau khi biến chất xảy ra. Các đá này sau đó bị uốn nếp và đứt gãy trong quá trình nâng lên thành núi.

Sau khi một chuỗi các đá ban đầu được tạo ra, các đá này có thể bị biến dạng và biến chất. Sự biến dạng tạo ra bởi sự căng giãn, sự nén ép, hoặc bình đoạn tầng (phay ngang). Các cơ chế này liên quan đến các ranh giới hội tụ, ranh giới phân kỳ, và ranh giới chuyển dạng giữa các mảng kiến tạo.
Khi đá chịu tác động bởi lực nén ngang, chúng trở nên ngắn và dày hơn. Bởi vì các đá ít bị biến dạng về thể tích, và ứng xử theo hai cách là tạo thành đứt gãy và uốn nếp. Trong các phần nông của vỏ Trái Đất, thường xảy ra biến dạng giòn, hình thành các đứt gãy nghịch, đây là trường hợp các đá ở sâu di chuyển lên trên các đá ở trên. Các đá ở sâu thường cổ hơn, theo nguyên tắc chồng lớp, lại di chuyển lên nằm trên các đá trẻ hơn. Sự dịch chuyển dọc theo đứt gãy có thể tạo ra nếp uốn, hoặc do các đứt gãy không có mặt phẳng, hoặc do các lớp đá trượt dọc theo nó, tạo thành các nếp uốn kéo, khi trượt xuất hiện dọc theo đứt gãy. Các đá nằm sâu hơn trong lòng đất thì có ứng xử như vật liệu dẻo, và tạo ra nếp uốn thay vì đứt gãy. Các nếp uốn này có thể hoặc là nếp uốn lồi nếu lõ của nếp uốn trồi lên hoặc nếp uốn lõm khi lõi bị hạ thấp. Nếu một số phần của nếp uốn bị sụt xuống, thì cấu trúc này được gọi là nếp lồi đảo hoặc nếp lõm đảo.
Khi đá chịu nép ép ở nhiệt độ và áp suất cao hơn có thể gây uốn nếp và biến chất đá. Sự biến chất có thể làm thay đổi thành phần khoáng vật của đá; sự phân phiến liên quan đến các khoáng vật được phát triển khi chịu nén; và vó thể làm mất đi cấu tạo ban đầu của đá, như đá gốc trong đá trầm tích, dạng dòng chảy của dung nham, và cấu tạo kết tinh của đá kết tinh.
Căng giãn làm cho các đá trở nên dài và mỏng hơn, và thường tạo ra các đứt gãy thuận. Sự căng giãn làm các đá mỏng hơn: như ở vùng nếp uốn và đai đứt gãy nghịch Maria, được cấu tạo toàn bộ là trầm tích của Grand Canyon có thể quan sát được chiều dài nhỏ hơn 1m. Các đá ở độ sâu dễ bị kéo giãn cũng thường bị biến chất. Các đá bị kéo giãn cũng có thể tạo thành dạng thấu kính, được gọi là boudin, sau này tiếng Pháp gọi là "xúc xích", vì chúng nhìn giống nhau.
Khi các đá bị dịch chuyển tương đối nhau theo mặt phẳng thì gọi là đứt gãy ngang, các đứt gãy này phát triển trong các khu vực nông, và trong đới cắt ở sâu hơn khi đá bị biến dạng dẻo.
Khi các đá mới hình thành, cả tích tụ và xâm nhập, thường tạo ra sự biến dạng. Khi đó sẽ thình thành các đứt gãy và gây ra các biến dạng khác làm cho địa hình phân dị, từ đó xuất hiện sự xâm thực, bào mòn dọc theo sườn và các dòng chảy. Quá trình này tạo ra các trầm tích, và sau đó chúng được lắng đọng và nhấn chìm. Trong trường hợp sự dịch chuyển dọc theo đứt gãy diễn ra liên tục sẽ duy trì sự gia tăng gradient địa hình một cách liên tục và tiếp tục tạo ra các khoảng không gian cho trầm tích lắng đọng. Các sự kiện biến dạng thường liên quan đến các hoạt động xâm nhập và núi lửa. Tro núi lửa và dung nham lắng đọng trên bề mặt, còn sự xâm nhập thì tạo thành các đá nằm bên dưới mặt đất. Ví dụ như xâm nhập kiểu đê là sự xâm nhập theo mặt phẳng thẳng đứng và kéo dài, và thường gây ra các biến dạng trên quy mô rộng lớn. Loại này có thể quan sát ở khiên Canada, hay vòng đê xung quanh ống dung nham núi lửa.
Tất cả các quá trình này không nhất thiết phải xảy ra trong một môi trường, và không xuất hiện riêng lẻ. Quần đảo Hawaii, là một ví dụ gồm hầu hết là dung nham bazan. Các loạt trầm tích giữa lục địa ở Hoa Kỳ và vùng Grand Canyon ở tây nam Hoa Kỳ còn sót lại các ống khói bằng đá trầm tích hầu như không bị biến dạng có tuổi Cambri. Các khu vực khác có đặc điểm địa chất phức tạp hơn: ở vùng tây nam Hoa Kỳ, các đá trầm tích, đá núi lửa và đá xâm nhập đều bị biến chất, đứt gãy, và uốn nếp. Thậm chí các đá có tuổi cổ hơn như đá gơnai Acasta thuộc nền cổ Slav ở tây bắc Canada, đá cổ nhất trên thế giới đã bị biến chất tại điểm mà nguồn gốc của nó không thể nhận ra được bằng các phân tích trong phòng thí nghiệm. Thêm vào đó, các quá trình này có thể xảy ra trong nhiều giai đoạn. Ở một vài nơi, Grand Canyon ở tây nam Hoa Kỳ là một ví dụ đơn giản nhất, các đá nằm bên đưới bị biến chất và biến dạng, và sau đó sự biến dạng kết thúc; còn phần trên, các đá không bị biến dạng thì được tích tụ. Mặc dù số lượng các đá được thay thế và biến dạng có thể xảy ra và chúng có thể xuất hiện nhiều lần, thì các khái niệm này vẫn cung cấp những hiểu biết về lịch sử của một khu vực...

## Cấu tạo của Trái Đất và địa chất hành tinh

### Cấu tạo của Trái Đất

Cấu tạo các lớp của Trái Đất. (1) nhân trong; (2) nhân ngoài; (3) manti dưới; (4) manti trên; (5) thạch quyển; (6) vỏ

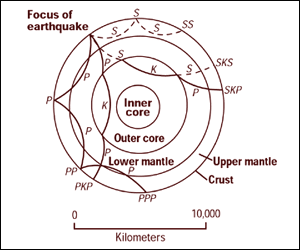
Cấu tạo các lớp của Trái Đất. Các đường đi của sóng đặc biệt từ các trận động đất theo quan điểm của các nhà địa chấn học trước đây trong cấu tạo lớp của Trái Đất

Các tiến bộ về địa chấn học, mô hình trên máy tính, và khoáng vật học-tinh thể học ở nhiệt độ và áp suất cao cũng đã cho bức tranh về thành phần và cấu tạo bên trong của Trái Đất.
Các nhà địa chấn học có thể sử dụng thời gian đến của các sóng địa chất phản hồi để hình dung cấu tạo bên trong của Trái Đất. Các khám phá trước đây trong lĩnh vực này cũng đã cho thấy nhân ngoài ở thể lỏng (tại đây sóng ngang (S) không thể truyền qua) và nhân trong ở thể rắn đặc sít. Các phát hiện này đã phát triển mô hình lớp của Trái Đất gồm lớp vỏ và thạch quyển ở trên cùng, manti ở dưới (được phân chia bởi sự gián đoạn sóng địa chấn ở độ sâu 410 đến 660 km), và nhân ngoài và nhân trong ở bên dưới. Gần đây, các nhà địa chấn có thể tạo ra các bức ảnh chi tiết về tốc độ truyền sóng trong Trái Đất giống như các bức ảnh mà bác sĩ chụp cơ thể người bằng máy quét CT. Các bức ảnh này cho nhiều thông tin chi tiết về cấu tạo của Trái Đất và có thể thay thế mô hình lớp được đơn giản bằng mộ mô hình mang tính động lực hơn.
Các nhà khoáng vật học cũng có thể sử dụng dữ liệu áp suất và nhiệt độ từ các nghiên cứu về địa chấn và mô hình cùng với sự hiểu biết về thành phần nguyên tố cấu tạo nên Trái Đất bằng cách tái tạo các điều kiện này bằng thực nghiệm và đo đạc các biến đổi trong cấu trúc tinh thể. Các nghiên cứu này giải thích các biến đổi hóa học liên quan đến sự gián đoạn địa chấn quan trọng trong manti, và cho thấy các cấu trúc tinh thể học dự đoán trong nhân trong của Trái Đất.

### Địa chất học hành tinh

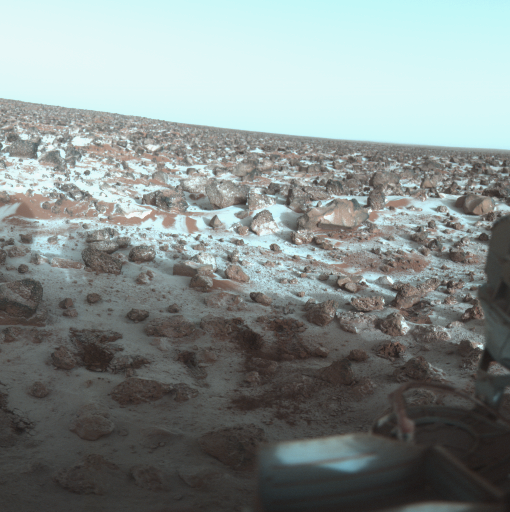
Bề mặt Sao Hỏa được chụp bởi Viking 2 ngày 9 tháng, 1977.

Đầu ngữ geo (γῆ) theo tiếng gốc Hi Lạp hay địa (地) gốc tiếng Trung Quốc có nghĩa là Trái Đất, còn thuật ngữ "địa chất" (geology hay 地质) thường được sử dụng chung với tên của các hành tinh khác khi mô tả thành phần và các quá trình nội sinh của chúng như: "địa chất Sao Hỏa" và "địa chất Mặt Trăng". Các thuật ngữ đặc biệt như selenology (nghiên cứu Mặt Trăng, tức là Nguyệt Học), areology (của Sao Hỏa, Hỏa Tinh Học) cũng được sử dụng.
Cùng với sự tiến bộ về khám phá không gian trong thế kỷ 20, các nhà địa chất đã bắt đầu nghiên cứu đến các hành tinh khác có dạng giống như Trái Đất. Các nghiên cứu này đã sinh ra nhánh địa chất học hành tinh, đôi khi còn được gọi là địa chất học vũ trụ, theo đó các nguyên tắc địa chất học được áp dụng để nghiên cứu các hành tinh khác trong hệ mặt trời. Mặc dù các nhà địa chất học hành tinh cũng quan tâm đến bề mặt của các hành tinh, nhưng chỉ chú ý đến sự sống trong quá khức và hiện tại của các thế giới khác. Điều này đã đặt ra một số nhiệm vụ với mục tiêu (một trong những mục tiêu) là tìm hiểu sự sống trên các hành tinh. Ví dụ như Tàu đáp xuống Phoenix đã phân tích đất ở bắc cực Sao Hỏa để tìm kiếm nước, các hợp chất hóa học và khoáng vật liên quan đến các quá trình sinh học.

## Thời gian địa chất

### Định tuổi tương đối

Quan hệ xuyên cắt có thể được sử dụng để xác định tuổi tương đối của địa tầng và các cấu tạo địa chất khác. A - đá bị uốn nếp bị cắt bởi một đứt gãy; B - đá xâm nhập cắt qua A; C - bất chỉnh hợp góc giữa tầng đá trầm tích mới phủ lên A & B bị bào mòn,; D - đê núi lửa (cắt qua A, B & C); E - tầng đá trẻ hơn (phủ lên C & D); F - đứt gãy thuận (cắt qua A, B, C & E). Tuổi của các đá theo tự trẻ dần từ A đến E.

Một phương pháp truyền thống và quan trọng trong việc định tuổi các yếu tố địa chất là sử dụng các nguyên tắc địa chất.
Có nhiều nguyên tắc quan trọng được phát triển từ khi sơ khai đến khi nó trở thành một ngành khoa học chính thức. Các nguyên lý này vẫn được áp dụng cho đến ngày nay theo cách mà nó cung cấp thông tin về lịch sử địa chất và thời gian diễn ra các sự kiện địa chất.
Nguyên tắc quan hệ xâm nhập, khi đá mácma xâm nhập lên bề mặt đất nó xuyên cắt qua các tầng nằm bên trên nó, thường là các tầng đá trầm tích. Khi đó dựa trên quan hệ này có thể xác định được các đá mác ma trẻ hơn các đá trầm tích bị nó cắt qua. Có một số kiểu xâm nhập khác nhau như laccolith, batholith, sàng và đê.
Nguyên tắc quan hệ cắt theo mặt cắt, đề cập đến các đứt gãy và tuổi của đứt gãy. Đứt gãy trẻ hơn đá mà chúng cắt qua; nếu các đứt gãy này cắt qua hai hay nhiều loại đá theo thứ tự địa tầng, nếu chúng phát triển liên tục trên đá này mà không phát triển trên đá kia thì các đá bị cắt có tuổi cổ hơn đứt gãy, còn các đá không bị cắt có tuổi trẻ hơn đứt gãy. Tìm các dấu hiệu này trên đá có thể xác định được loại đứt gãy đó là đứt gãy thường hay đứt gãy sâu (trong toàn vỏ Trái Đất).
Nguyên tắc bắt tù hay chứa, thường dùng trong đá trầm tích, khi mà một loại đá ngoại lai có mặt trong đá trầm tích, thì nó có tuổi cổ hơn tuổi đá trầm tích. Tương tự, trong đá mácma, khi một loại đá bị bao bọc bởi một đá mácma khác thì đá bị bao bọc có tuổi cổ hơn tuổi đá mácma chứa nó.
Nguyên tắc tương tự đề cập đến các quá trình địa chất diễn ra trong hiện tại cũng giống với các quá trình diễn ra trong quá khứ. Nguyên tắc này được phát triển từ nguyên tắc của nhà vật lý và địa chất học James Hutton thế kỷ 18, là "hiện tại là chìa khóa mở cách cửa quá khứ" nguyên văn: "the past history of our globe must be explained by what can be seen to be happening now" (Lịch sử trong quá khứ có thể được giải thích giống như những gì xảy ra trong hiện tại).
Nguyên tắc lớp nằm ngang nguyên thủy đề cập đến các lớp trầm tích tồn tại trong môi trường ở dạng đá gốc nằm ngang. Quan sát các lớp trầm tích hiện đại (đặc biệt là trầm tích biển) ở nhiều môi trường khác nhau cũng chứng minh cho nguyên tắc này (mặc dù trong tự nhiên các lớp này hơi nghiêng, nhưng xu hướng chung là nó nằm ngang).
Nguyên tắc xếp chồng để chỉ các lớp đá trầm tích trẻ hơn nằm trên các lớp đá trầm tích cổ trong vùng yên tĩnh kiến tạo. Nguyên tắc này dùng để phân tích quan hệ của các lớp trầm tích trong cùng một mặt cắt đứng, theo đó có thể phân tích sự gián đoạn trầm tích trong toàn địa tầng.
Nguyên tắc động vật hóa thạch dựa trên sự xuất hiện của hóa thạch trong các đá trầm tích. Khi các loài xuất hiện cùng thời điểm trên toàn thế giới, sự có mặt hoặc không có mặt (thỉnh thoảng) của chúng có thể cung cấp tuổi tương đối của các hệ tầng chứa chúng. Dựa trên nguyên tắc của William Smith, đã ra đời trước thuyết tiến hóa của Charles Darwin gần 100 năm, nguyên tắc này phát triển độc lập với thuyết tiến hóa. Nguyên tắc trở nên khá phức tạp, tuy nhiên đã đưa ra được sự hóa thạch của các loài dễ biến đổi và hóa thạch địa phương dựa trên sự thay đổi theo chiều đứng trong môi trường sống (các loài thay đổi trong tầng trầm tích), và không phải tất cả hóa thạch có thể được tìm thấy trên toàn thế giới trong cùng một thời điểm.

### Định tuổi tuyệt đối
Một sự kiện lớn của ngành địa chất trong thế kỷ 20 là khả năng sử dụng tỷ lệ đồng vị phóng xạ để xác định khoảng thời gian mà đá chịu tác động bởi một nhiệt độ cụ thể. Các phương pháp này đo đạc thời gian từ lúc một hạt khoáng vật cụ thể nguội đi ở nhiệt độ kết thúc của nó, tại điểm này các đồng vị phóng xạ khác nhau không còn khuếch tán trong các cấu trúc tinh thể.
Việc sử dụng định tuổi đồng vị đã làm thay đổi các hiểu biết về thời gian địa chất. Trước đây, các nhà địa chất chỉ có thể sử dụng hóa thạch để định tuổi trong các mặt cắt của đá trong mối quan hệ với các mặt cắt khác. Trong khi đó, định tuổi đồng vị, có thể định tuổi chính xác, và tuổi chính xác này có thể được ứng dụng đối với các chuỗi hóa thạch trong các vật liệu đã được định tuổi, đổi từ tuổi tương đối thành tuổi tuyệt đối.
Các nhà địa chất đã dùng phân rã phóng xạ để xác định tuổi của Trái Đất vào khoảng 4,54 tỉ năm (4,5x109) và tuổi của các vật liệu tạo thành hành tinh cổ nhất (các thiên thạch Chondrit kỷ Cacbon) là 4,567 tỉ năm.

### Các mốc quan trọng

Thời gian địa chất trong sơ đồ được gọi là đồng hồ địa chất, thể hiện các giai đoạn tương đối của các kỷ trong lịch sử Trái Đất.

Đồng hồ thang thời gian địa chất về lịch sử của Trái Đất từ lúc hình thành hệ Mặt Trời cách đây 4,567 Ga (Ga: tỉ năm) đến hiện tại.
- 4,567 Ga: Hình thành hệ Mặt Trời[19]
- 4,54 Ga: Hình thành Trái Đất[17][18]
- ~ 4 Ga: Kết thúc sự dội bom cuối cùng, sự sống đầu tiên
- ~ 3,5 Ga: Bắt đầu sự quang hợp
- ~ 2,3 Ga: oxy hóa khí quyển, Quả cầu tuyết Trái Đất đầu tiên
- 730-635 Ma (Ma: cách đây triệu năm): Hai quả cầu tuyết?
- 542± 0,3 Ma: Bùng nổ Cambri - các loài thân cứng xuất hiện; các hóa thạch đầu tiên; bắt đầu Đại Cổ Sinh
- ~ 380 Ma: Xuất hiện các loài động vật có xương sống sinh sống trên cạn đầu tiên
- 250 Ma: Sự kiện tuyệt chủng kỷ Permi-kỷ Trias - 90% động vật trên đất liền bị chết. Kết thúc đại Cổ sinh và bắt đầu đại Trung sinh
- 65 Ma: Sự kiện tuyệt chủng kỷ Creta-Paleogen - Khủng long chết; kết thúc đại Trung sinh và bắt đầu đại Tân sinh
- ~ 7 Ma - hiện tại: Hominin
  - ~ 7 Ma: hominin đầu tiên xuất hiện
  - 3,9 Ma: Australopithecus đầu tiên xuất hiện, tổ tiên trực tiếp của loài người hiện đại,
  - 200 ka (ka: cách đây nghìn năm): Loài người hiện đại đầu tiên xuất hiện ở Đông châu Phi

### Tóm lược thang địa thời
Dòng thứ 2 và 3 là phần mở rộng của các phần được đánh dấu sao.
Holocen (thế cuối cùng) rất nhỏ nên thể hiện không rõ trên thang này.

## Các phương pháp nghiên cứu
Các nhà địa chất sử dụng các phương pháp thực địa, phân tích trong phòng thí nghiệm, và mô hình số để giải mã lịch sử Trái Đất và hiểu các quá trình xảy ra trên Trái Đất. Trong các cuộc khảo sát địa chất, các nhà địa chất thường dùng các thông tin nguyên thủy liên quan đến thạch học (nghiên cứu về các loại đá), địa tầng học (nghiên cứu các lớp trầm tích), và địa chất cấu tạo (nghiên cứu về thế nằm và sự biến dạng của đá). Trong một số trường hợp, các nhà địa chất cũng nghiên cứu đất, sông, địa hình, và băng hà; khảo sát sự sống hiện tại và quá khứ và các con đường địa hóa, và sử dụng các phương pháp địa vật lý để khảo sát phần bên dưới mặt đất.

### Các phương pháp thực địa

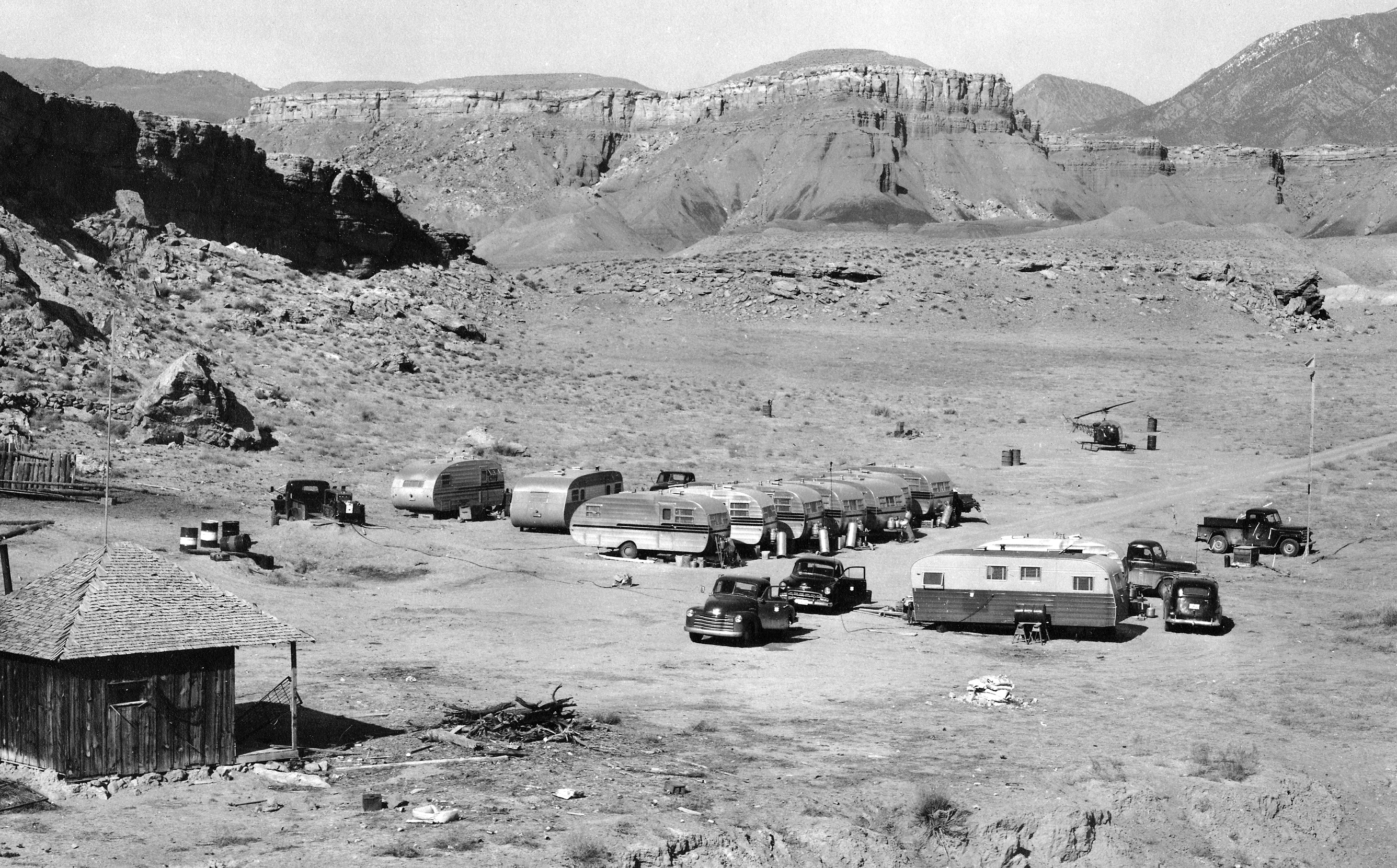
Cắm trại tại khu vực đo vẽ bản đồ của USGS thập niên 1950.

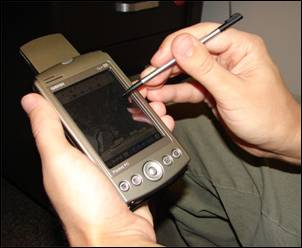
Ngày nay máy tính xách tay kèm với GPS và phần mềm hệ thống thông tin địa lý thường được sử dụng trong công tác khảo sát thực tế.

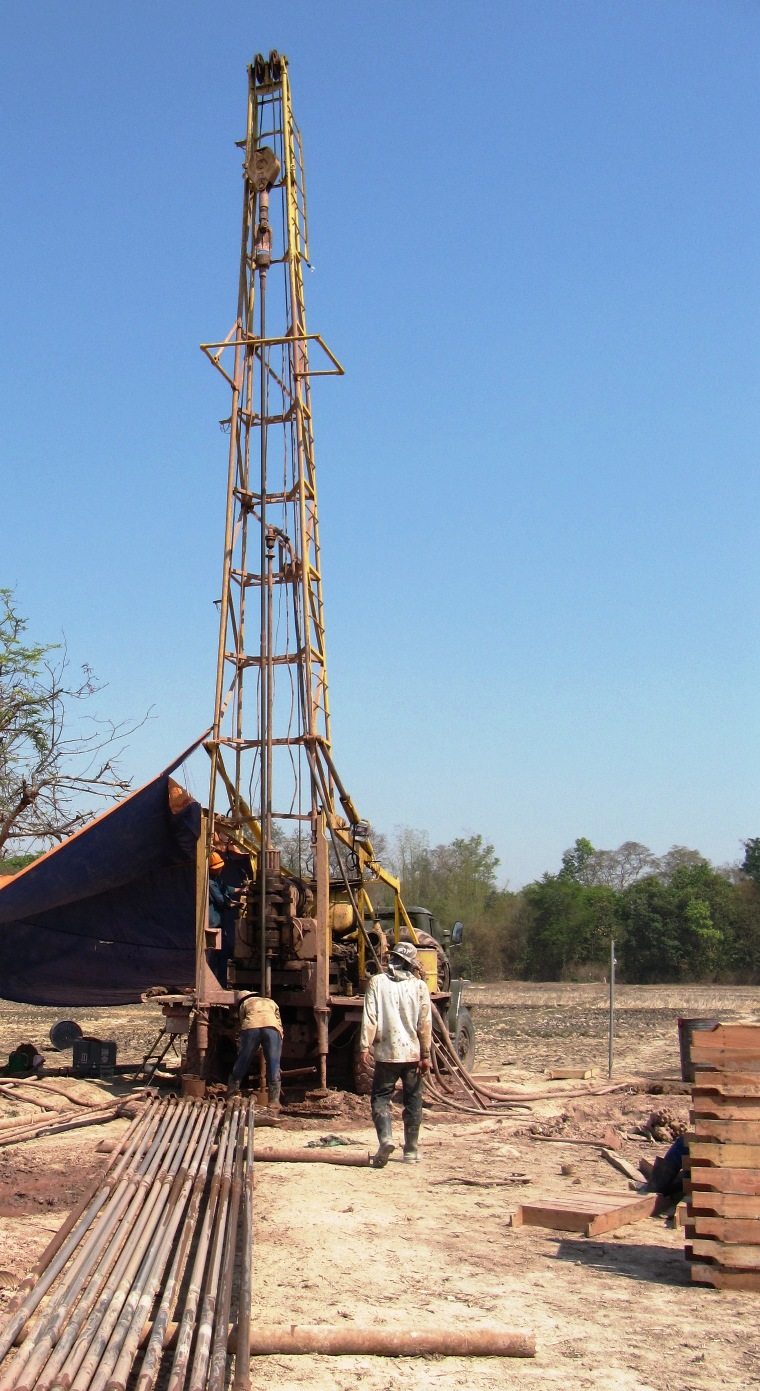
Máy khoan loại 650 m đang hoạt động.

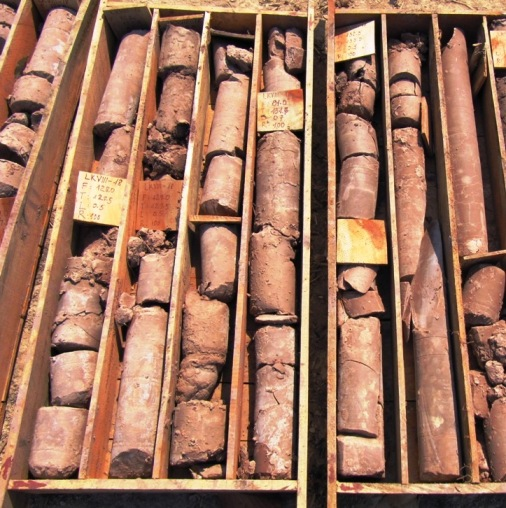
Kết quả khoan khảo sát là mẫu lõi khoan.

Công việc khảo sát địa chất thực tế hay thực địa thay đổi tùy theo nhiệm vụ được giao (đặt ra). Các công việc thông thường bao gồm:
- Lập bản đồ địa chất
  - Bản đồ cấu trúc: xác định các vị trí của các thành tạo đá chính và các đứt gãy, nếp uốn tác động lên (tạo ra) nó.
  - Bản đồ địa tầng: Xác định các vị trí của các tướng trầm tích (tướng thạch học và tướng sinh học) hoặc lập bản đồ đẳng dày của các lớp đá trầm tích
  - Bản đồ Surficial: Xác định vị trí của các loại đất và các tích tụ surficial
- Khảo sát các đặc điểm địa hình
  - Tạo ra bản đồ địa hình
  - Khảo sát sự thay đổi của địa hình cảnh quan bao gồm:
    - Các dạng xói mòn và tích tụ
    - Thay đổi lòng sông tạo ra khúc uốn và thay đổimực xâm thực cơ sở (avulsion)?
    - Các quá trình sườn
- Lập bản đồ dưới bề mặt bằng phương pháp địa vật lý.
  - Các phương pháp bao gồm:
    - Khảo sát bằng sóng địa chấn ở độ sâu nông
    - Thẩm thấu radar mặt đất (GPR)
    - Ảnh điện trở

  - Các phương pháp được sử dụng trong:
    - Tìm kiếm hydrocarbon
    - Tìm nước ngầm
    - Xác định vị trí các kiến trúc cổ bị chôn vùi
- Địa tầng học phân giải cao
  - Đo đạc và mô tả các mặt cắt địa tầng trên bề mặt
  - Khoan giếng và đo đạc trong giếng
- Sinh địa hóa học và vi sinh địa học
  - Thu thập mẫu để:
    - Xác định các đường sinh hóa
    - Xác định các tổ hợp loài mới
    - Xác định các hợp chất hóa học mới

  - Và sử dụng các phát hiện này để
    - Hiểu sự sống trước đây trên Trái Đất và nó thực hiện chức năng và trao đổi chất như thế nào
    - Tìm kiếm các hợp chất quan trọng để sử dụng trong dược phẩm.
- Cổ sinh vật học: khai quật các vật liệu hóa thạch
  - Dùng nghiên cứu sự sống trong quá khứ và sự tiến hóa
  - Dùng trưng bày trong bảo tàng và giáo dục
- Thu thập mẫu để nghiên cứu Niên đại địa chất và Niên đại chính xác (thermochronology) ?
- Băng hà học: đo đạc các đặc điểm của băng hà và sự di chuyển của chúng

### Các phương pháp trong phòng thí nghiệm

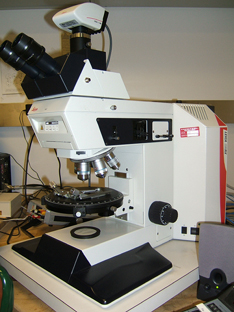
Kính hiển vi nghiên cứu thạch học, gồm kính hiển vi quang học với tấm lọc ánh sáng phân cực, là lăng kính lồi, và cái bù dùng phân tích tinh thể học.

#### Thạch học
Trong lĩnh vực thạch học, các nhà thạch học xác định các mẫu đá trong phòng thí nghiệm bằng hai phương pháp là soi mẫu dưới kính hiển vi quang học và dưới kính hiển vi điện tử. Trong các phân tích khoáng vật quang học, mẫu lát mỏng được phân tích bằng kính hiển vi thạch học, nhờ đó các khoáng vật có thể được xác định qua các thuộc tính khác nhau của chúng bởi ánh sáng phân cực xuyên qua và mặt phẳng phân cực, gồm các tính chất của nó như khúc xạ kép, đa sắc, song tinh, và sự giao thoa bởi lăng kính lồi. Khi dùng máy dò điện tử, các vị trí riêng lẻ được phân tích về thành phần hóa học chính xác và sự thanh đổi về thành phần trong các tinh thể riêng lẻ. Các nghiên cứu về đồng vị bền  và phóng xạ giúp con người hiểu hơn về thành phần vật chất bên trong, cũng như sự phát triển của địa hóa học về các loại đá.
Các nhà thạch học sử dụng dữ liệu về các bao thể và các thí nghiệm vật lý ở nhiệt độ và áp suất cao để tìm hiểu nhiệt độ và áp suất mà tại đó hình thành các pha tạo khoáng vật khác nhau, và bằng cách nào chúng biến đổi trong các quá trình mácma và biến chất. Nghiên cứu này có thể được ngoại suy từ thực tế để hiểu các quá trình biến chất và các điều kiện kết tinh của các đá mácma. Công trình này cũng giúp giải thích các quá trình xuất hiện trong lòng Trái Đất như sự hút chìm và sự tiến hóa của lò mácma.

#### Địa chất cấu tạo

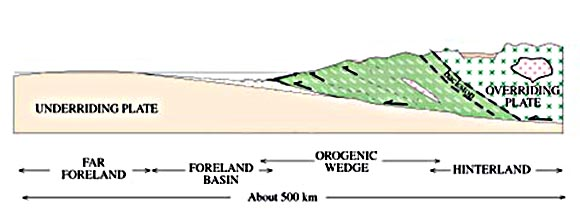
Sơ đồ về nêm bồi kết (lục). Trong nêm phát triển các đứt gãy dọc theo đứt gãy bazan chính. Nó tạo nên hình dạng của một cái nêm, các góc của các lớp đá trong nêm so với mặt phẳng nằm ngang là giống nhau chạy song song với đứt gãy chính. Nó giống như một xe ủi đất đẩy một đống đất, ở đây xe ủi đất là mảng hút vào.

Các nhà địa chất cấu tạo sử dụng phương pháp phân tích thạch học lát mỏng để quan sát cấu tạo thớ của đá vì chúng cung cấp thông tin về ứng suất bên trong cấu trúc tinh thể của đá. Họ cũng vẽ và kết hợp các đo đạc về địa chất cấu tạo nhằm hiểu rõ hơn xu hướng của đứt gãy hoặc nếp uốn để hồi phục lại lịch sử biến dạng đá của một khu vực hay rộng hơn là lịch sử phát triển kiến tạo của khu vực. Thêm vào đó, họ tiến hành phân tích các thí nghiệm dạng mô phỏng trên máy tính về sự biến dạng của đá ở phạm vi lớn trong môi trường nhỏ.
Các phân tích về cấu tạo thường được tiến hành bằng cách vẽ đồ thị xu hướng về các đặc điểm biến đổi trên lưới chiếu nổi. Lưới chiếu nổi là một lưới chiếu hình cầu được thể hiện trên mặt phẳng, trên lưới này các mặt phẳng được biểu diễn thành những đường thẳng và các đường thẳng được biểu diễn thành các điểm. Lưới này có thể được sử dụng để tìm vị trí của các trục nếp uốn, quan hệ giữa các đứt gãy, và quan hệ giữa các cấu tạo địa chất khác nhau.
Mộ trong những thí nghiệm nổi tiếng nhất về địa chất cấu tạo là thí nghiệm liên quan đến các nêm bồi kết, nó là các khu vực tạo ra các dãy núi dọc theo các ranh giới mảng hội tụ. Trong các lần thí nghiệm khác nhau, các lớp cát nằm ngang bị kéo dọc theo bề mặt bên dưới tạo ra các kiến trúc giống như với thực tế và sự phát triển của đai tạo núi vuốt nhọn giới hạn (tất cả các góc giống nhau). Các mô hình số cũng thực hiện bằng cách tương tự, chúng thường phức tạp và có thể bao gồm các kiến trúc xói mòn và nâng trong đai tạo núi. Thí nghiệm này giúp thể hiện quan hệ giữa xói mòn và hình dạng của dãy núi. Các nghiên cứu trên cũng cung cấp thông tin có ích cho việc tìm hiểu cách biến chất do áp lực, nhiệt độ, không gian và thời gian.

#### Địa tầng học

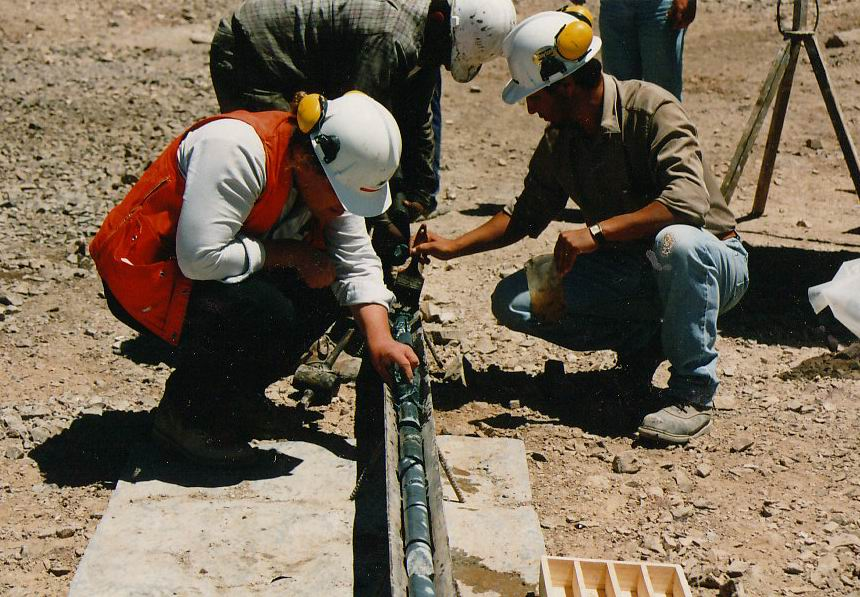
Các nhà địa chất khảo sát một mẫu lõi khoan mới thu thập còn tươi. Chile, 1994.

Trong phòng thí nghiệm, các nhà địa tầng học phân tích các mẫu trong các mặt cắt địa tầng được thu thập từ thực địa, như các mẫu lõi khoan. Các nhà địa tầng học cũng phân tích dữ liệu thu thập được ở những vị trí lộ ra các đơn vị địa tầng từ các cuộc khảo sát địa chất. Dữ liệu địa vật lý và log lỗ khoan cũng được kết hợp để mô phỏng theo không gian ba chiều trên máy tính để giúp hiểu rõ hơn về các đặc điểm bên dưới mặt đất. Sau đó, các dữ liệu này được sử dụng để tái lập lại các quá trình trong quá khứ đã diễn ra trên bề mặt của Trái Đất, giải đoán các môi trường trong quá khứ, và các khu vực dùng cho khai thác nước hoặc dầu khí.
Trong phòng thí nghiệm, các nhà sinh địa tầng học phân tích các mẫu đá lộ ra trên mặt và các mẫu lõi khoan để tìm kiếm các hóa thạch. Các hóa thạch này giúp các nhà khoa học định tuổi của đá chứa nó và biết được môi trường trầm tích của đá đó. Các nhà địa thời học xác định chính xác tuổi đá trong mặt cắt địa tầng nhằm cung cấp các ranh giới tuổi tuyệt đối chính xác hơn về thời gian và tốc độ trầm tích. Các nhà từ địa tầng học cũng dùng dấu hiệu đảo cực từ trong lõi khoan của các đá mácma để định tuổi của đá. Các nhà khoa học khác nghiên cứu đồng vị ổn định trong các đá cũng nhằm cung cấp thêm thông tin về khí hậu trong quá khứ.

## Địa chất ứng dụng

### Kinh tế địa chất
Các nhà kinh tế địa chất giúp xác định và quản lý tài nguyên thiên nhiên trên Trái Đất như dầu khí, than cũng như tài nguyên khoáng sản kim loại (đồng, sắt, urani) và phi kim loai (vật liệu xây dựng, vật liệu gốm sứ).

#### Địa chất mỏ
Địa chất mỏ bao gồm các công việc khai thác tài nguyên trên Trái Đất. Một số tài nguyên có giá trị kinh tế được chú ý nhiều nhất như các loại đá quý, kim loại, và một số khoáng vật như amiăng, perlit (đá trân châu), mica, phosphat, zeolit, sét, đá bọt, thạch anh, và silica, cũng như các nguyên tố như lưu huỳnh, clo, và heli.

#### Địa chất dầu khí
Các nhà địa chất dầu khí nghiên cứu các vị trí trong lòng đất nơi mà có thể khai thác hydrocarbon, đặc biệt là dầu mỏ và khí thiên nhiên. Bởi vì các bể chứa dầu này được tìm thấy trong các bồn trầm tích, họ cũng nghiên cứu các thành hệ trong các bồn này cũng như sự trầm tích và tiến hóa kiến tạo của chúng và thế nằm hiện tại của các lớp đá.

### Cơ học đất và địa kỹ thuật
Trong lĩnh vực kỹ thuật xây dựng, các nguyên tắc địa chất và các phép phân tích được sử dụng để xác định chắc chắn các nguyên tắc ứng xử cơ học của vật liệu được sử dụng trong công trình. Điều náy giúp cho các đường hầm không bị sập, các cây cầu và các tòa nhà cao tầng được xây dựng trên móng vững chắc, và các tòa nhà có thể đứng vững trên nền đất bùn, sét.

### Các vấn đề về nước và môi trường
Địa chất và các nguyên tắc địa chất có thể ứng dụng trong các vấn đề về môi trường như khôi phục dòng chảy, phục hồi các vùng đất bỏ hoang, và hiểu các tương tác giữa môi trường sống tự nhiên và môi trường địa chất. Thủy văn học nước dưới đất hay địa chất thủy văn được sử dụng để tìm kiếm nước dưới đất, nó chỉ ra các vị trí nước cấp không bị ô nhiễm và rất quan trọng trong các khu vực khô cằn, và để theo dõi sự khuếch tán chất ô nhiễm trong các giếng nước.
Các nhà địa chất thu được dữ liệu thông qua cột địa tầng, lỗ khoan, mẫu lõi khoan và mẫu lõi băng. Các mẫu lõi băng  và lõi trầm tích  được sử dụng để tái lập các điều kiện cổ khí hậu, vì chúng cho biết về nhiệt độ, lượng mưa và mực nước biển trên toàn cầu trong quá khứ và hiện tại. Các dữ liệu này là dữ liệu gốc cung cấp thông tin về biến đổi khí hậu toàn cầu nằm ngoài các dữ liệu lấy được từ các đo đạc hiện tại.

### Tai biến tự nhiên
Các nhà địa chất học và địa vật lý học nghiên cứu các tai biến tự nhiên nhằm mục đích đưa ra các hệ số an toàn trong xây dựng các tòa nhà và hệ thống cảnh báo nhằm giảm thiểu thiệt hại về tính mạng và tài sản. Các ví dụ về các tai biến tự nhiên liên quan đến địa chất (đối lập với những gì liên quan chủ yếu đến khí tượng):
- Động đất
- Núi lửa
- Sóng thần
- Hố sụt
- Hóa lỏng đất
- Trượt đất và lũ bùn
- Lở tuyết
- Lũ và sự thay đổi dòng chảy của sông hay sự cuốn trôi đất đai
- Lún

## Các lĩnh vực liên quan
- Khoa học Trái Đất
- Kinh tế địa chất
  - Địa chất mỏ
  - Địa chất dầu khí
- Kỹ thuật địa chất
- Địa chất môi trường
- Địa khảo cổ
- Địa hóa học
  - Sinh địa hóa
  - Địa hóa đồng vị
- Định tuổi tuyệt đối
- Trắc địa
- Địa lý
- Mô hình địa chất
- Địa vi sinh học
- Địa mạo học
- Geomythology
- Địa vật lý
- Băng hà học
- Địa chất lịch sử
- Địa chất thủy văn
- Khoáng vật
- Hải dương học
  - Địa chất biển
- Cổ khí hậu
- Cổ sinh học
  - Vi cổ sinh
  - Bào tử phấn
- Thạch học
- Bồn trũng
- Kiến tạo mảng
- Trầm tích học
- Địa chấn học
- Khoa học đất
  - Thổ nhưỡng học
- Hang động học
- Địa tầng học
  - Sinh địa tầng
  - Thời địa tầng
  - Thạch địa tầng
- Địa chất cấu tạo
- Núi lửa học

## Địa chất khu vực

### Theo dãy núi
- Địa chất dãy Alps
- Địa chất dãy Andes
- Địa chất dãy Appalachians
- Địa chất dãy Himalaya
- Địa chất dãy Rocky

### Theo quốc gia
- Địa chất Úc
  - Địa chất Lãnh thổ Thủ đô Úc
  - Địa chất Tasmania
  - Địa chất Victoria
  - Địa chất Yilgarn Craton
- Địa chất Trung Quốc
  - Địa chất Hong Kong
- Địa chất châu Âu
  - Địa chất Iberia
  - Địa chất Hà Lan
  - Địa chất Na Uy
  - Địa chất Vương quốc Anh
    - Địa chất Anh
      - Địa chất Cornwall
        - Địa chất Lizard, Cornwall

      - Địa chất Dorset
      - Địa chất Hampshire
      - Địa chất Hertfordshire
      - Địa chất Shropshire

    - Địa chất Scotland
    - Địa chất Wales
    - Địa chất Jersey
    - Địa chất Guernsey
- Địa chất Chile
- Địa chất Quần đảo Falkland
- Địa chất Ấn Độ
  - Địa chất Sikkim
- Địa chất Việt Nam
- Địa chất Nhật Bản
- Địa chất Hoa Kỳ
  - Địa chất theo tiểu bang:
    - Địa chất Alabama
    - Địa chất Connecticut
    - Địa chất Delaware
    - Địa chất Georgia
    - Địa chất Idaho
    - Địa chất Illinois
    - Địa chất Iowa
    - Địa chất Kansas
    - Địa chất Minnesota
    - Địa chất Mississippi
    - Địa chất New Jersey
    - Địa chất Oklahoma
    - Địa chất Pennsylvania
    - Địa chất Tennessee
    - Địa chất Texas
    - Địa chất West Virginia

  - Địa chất Hoa Kỳ theo khu vực:
    - Địa chất Appalachians
    - Địa chất Tây bắc Thái Bình Dương
    - Địa chất vùng Bryce Canyon(Utah)
    - Địa chất vùng Canyonlands (Utah)
    - Địa chất vùng Capitol Reef (Utah)
    - Địa chất vùng Death Valley (California)
    - Địa chất vùng Grand Canyon (Arizona)
    - Địa chất vùng Grand Teton (Wyoming)
    - Địa chất vùng Lassen (California)
    - Địa chất Mount Adams (Washington)
    - Địa chất Mount Shasta (California)
    - Địa chất vùng Yosemite (California)
    - Địa chất vùng Zion và Kolob canyons (Utah)
    - Địa chất băng hà sông Genesee (New York, Pennsylvania)

### Theo hành tinh
- Địa chất Sao Thủy
- Địa chất Sao Kim
- Địa chất Mặt Trăng
- Địa chất Sao Hỏa